# Guglielmo Guerrini
Guglielmo Guerrini (Bagnacavallo, 24 maggio 1950) è un allenatore di pallavolo e di canoa italiano.
Nel 1989 divenne l'allenatore di Josefa Idem, atleta tedesca della specialità del K1 (kayak individuale). Idem e Guerrini si sono sposati nel 1990 e hanno due figli, Janek e Jonas. Con il matrimonio l'atleta tedesca ha preso residenza in Italia e ha potuto gareggiare per la nazionale italiana già dai mondiali di quell'anno.
Sotto la sua guida, la campionessa ha vinto 5 titoli mondiali e 3 medaglie olimpiche. Guerrini studia e applica anche nuove metodologie sportive, è tecnico federale Canoa Kayak e, nel  2009, è stato nominato responsabile del progetto di preparazione per la disciplina per le Olimpiadi di Londra.
Dal 2017 al 2018 è stato Direttore Tecnico della nazionale italiana di canoa velocità. 